# U.S. Pro Indoor 1997 - Qualificazioni singolare
Le qualificazioni del singolare  dell'U.S. Pro Indoor 1997 sono state un torneo di tennis preliminare per accedere alla fase finale della manifestazione. I vincitori dell'ultimo turno sono entrati di diritto nel tabellone principale. In caso di ritiro di uno o più giocatori aventi diritto a questi sono subentrati i lucky loser, ossia i giocatori che hanno perso nell'ultimo turno ma che avevano una classifica più alta rispetto agli altri partecipanti che avevano comunque perso nel turno finale.
Le qualificazioni del torneo U.S. Pro Indoor 1997 prevedevano 16 partecipanti di cui 4 sono entrati nel tabellone principale.

## Teste di serie
1. Scott Draper (primo turno)
2. Gustavo Kuerten (primo turno)
3. Richard Fromberg (Qualificato)
4. Sjeng Schalken (Qualificato)

1. Michael Joyce (ultimo turno)
2. Javier Frana (ultimo turno)
3. Nicolás Pereira (primo turno)
4. Sébastien Lareau (Qualificato)

## Qualificati
1. Sébastien Lareau
2. Doug Flach

1. Richard Fromberg
2. Sjeng Schalken

## Tabellone

### Legenda
| - Q = Qualificato - WC = Wild card - LL = Lucky loser | - ALT = Alternate - SE = Special Exempt - PR = Protected Ranking | - w/o = Walkover - r = Ritirato - d = Squalificato |

### Sezione 1
|  | Primo turno | Primo turno         | Primo turno       | Primo turno | Primo turno |  |  | Ultimo turno | Ultimo turno        | Ultimo turno        | Ultimo turno | Ultimo turno |  |
|  |             |                     |                   |             |             |  |  |              |                     |                     |              |              |  |
|  |             | Jan-Michael Gambill | 4                 | 6           | 6           |  |  |              |                     |                     |              |              |  |
|  | 1           | Scott Draper        | 6                 | 2           | 4           |  |  |              | Jan-Michael Gambill | Jan-Michael Gambill | 4            | 1            |  |
|  | 8           | Sébastien Lareau    | Sébastien Lareau  | 6           | 6           |  |  | 8            | Sébastien Lareau    | Sébastien Lareau    | 6            | 6            |  |
|  |             | Jocelyn Robichaud   | Jocelyn Robichaud | 2           | 2           |  |  |              |                     |                     |              |              |  |

### Sezione 2
|  | Primo turno | Primo turno     | Primo turno     | Primo turno | Primo turno |  |  | Ultimo turno    | Ultimo turno    | Ultimo turno    | Ultimo turno | Ultimo turno |  |
|  |             |                 |                 |             |             |  |  |                 |                 |                 |              |              |  |
|  |             | Doug Flach      | 6               | 4           | 6           |  |  |                 |                 |                 |              |              |  |
|  | 2           | Gustavo Kuerten | 3               | 6           | 1           |  |  | Doug Flach      | Doug Flach      | Doug Flach      | 6            | 6            |  |
|  |             | Nicolás Pereira | Nicolás Pereira | 6           | 6           |  |  | Nicolás Pereira | Nicolás Pereira | Nicolás Pereira | 1            | 2            |  |
|  | 7           | Marcos Ondruska | Marcos Ondruska | 3           | 2           |  |  |                 |                 |                 |              |              |  |

### Sezione 3
|  | Primo turno | Primo turno      | Primo turno    | Primo turno | Primo turno |  |  | Ultimo turno | Ultimo turno     | Ultimo turno | Ultimo turno | Ultimo turno |  |
|  |             |                  |                |             |             |  |  |              |                  |              |              |              |  |
|  | 3           | Richard Fromberg | 6              | 7           | 7           |  |  |              |                  |              |              |              |  |
|  |             | Steve Bryan      | 7              | 6           | 5           |  |  | 3            | Richard Fromberg | 3            | 6            | 0            |  |
|  | 5           | Michael Joyce    | Michael Joyce  | 6           | 6           |  |  | 5            | Michael Joyce    | 6            | 4            | 1r           |  |
|  |             | Francisco Roig   | Francisco Roig | 4           | 3           |  |  |              |                  |              |              |              |  |

### Sezione 4
|  | Primo turno | Primo turno            | Primo turno            | Primo turno | Primo turno |  |  | Ultimo turno | Ultimo turno   | Ultimo turno   | Ultimo turno | Ultimo turno |  |
|  |             |                        |                        |             |             |  |  |              |                |                |              |              |  |
|  | 4           | Sjeng Schalken         | Sjeng Schalken         | 6           | 6           |  |  |              |                |                |              |              |  |
|  |             | David DiLucia          | David DiLucia          | 1           | 1           |  |  | 4            | Sjeng Schalken | Sjeng Schalken | 6            | 6            |  |
|  | 6           | Javier Frana           | Javier Frana           | 7           | 6           |  |  | 6            | Javier Frana   | Javier Frana   | 3            | 4            |  |
|  |             | Jean-Philippe Fleurian | Jean-Philippe Fleurian | 6           | 3           |  |  |              |                |                |              |              |  |